# 南こうせつ 週末はログハウスで
『南こうせつ 週末はログハウスで』（みなみこうせつ しゅうまつはログハウスで）は、JFN系列局で放送されていたラジオ番組。2009年6月で放送終了した。パーソナリティは元かぐや姫の南こうせつ。

## 番組概要
番組はオープニングで南の喋りから入り、一旦CM枠、そして途中CM枠を挟みながら、ログハウスの傍でゲストを迎え話を進めていくものであった（そのように聴かせるため、バックで焚火の音が聞こえたりしている）。

## ネット局
放送時間の早い順から記載。ただし、ネット局・放送時間は放送開始 - 最終回のもの。
タイトル通り週末とあって、各系列局では土曜ないしは日曜の朝に放送されていた。
| 放送対象地域   | 放送局名                       | 放送時間             | 備考         |
| -------------- | ------------------------------ | -------------------- | ------------ |
| 栃木県         | エフエム栃木（RADIO BERRY）    | 毎週土曜 5:00 - 5:55 |              |
| 島根県・鳥取県 | エフエム山陰（V-air）          | 毎週日曜 6:00 - 6:55 | [ 2 ]        |
| 秋田県         | エフエム秋田（AFM）            | 毎週日曜 8:00 - 8:55 | 基本放送時間 |
| 石川県         | エフエム石川（HELLO FIVE）     | 毎週日曜 8:00 - 8:55 | 基本放送時間 |
| 山口県         | エフエム山口（FMY）            | 毎週日曜 8:00 - 8:55 | 基本放送時間 |
| 香川県         | エフエム香川（FM香川）         | 毎週日曜 8:00 - 8:55 | 基本放送時間 |
| 佐賀県         | エフエム佐賀（FMS）            | 毎週日曜 8:00 - 8:55 | 基本放送時間 |
| 大分県         | エフエム大分（Air-Radio FM88） | 毎週日曜 8:00 - 8:55 | 基本放送時間 |
| 宮崎県         | エフエム宮崎（JOY FM）         | 毎週日曜 8:00 - 8:55 | 基本放送時間 |
| 鹿児島県       | エフエム鹿児島（μFM）          | 毎週日曜 8:00 - 8:55 | 基本放送時間 |
| 山形県         | エフエム山形（Boy-FM）         | 毎週日曜 9:00 - 9:55 |              |
| 長野県         | 長野エフエム放送（FM長野）     | 毎週日曜 9:00 - 9:55 | [ 3 ]        |